# Autoroute 4 (Luxemburg)
Die Autoroute 4, kurz A4, auch unter Escher Autobunn bekannt, verbindet die Hauptstadt Luxemburg mit Esch an der Alzette. Ihre Gesamtlänge beträgt 15,4 km.
Im Großherzogtum wurde Ende der 1960er Jahre mit der Entwicklung von Autobahnprojekten begonnen. Der erste Abschnitt wurde 1969 zwischen Pontpierre und Lallingen eröffnet.
Die sechs einzelnen Teilstücke der A4 wurden bis 1992 für den Verkehr freigegeben.
- 1969: Pontpierre – Lallingen
- 1972: Leudelange-Nord – Leudelange-Süd
- 1974: Merl – Leudelange-Nord
- 1976: Leudelange-Süd – Pontpierre
- 1988: Lallange – Lankelz
- 1992: Lankelz – Esch-sur-Alzette[1]
- Mai. 2023: Esch-sur-Alzette (Belval-Ouest) – Universität Luxemburg und
- Sept. 2023: Universität Luxemburg – Belval Gare Routiére/Grenze  Frankreich

## Bedeutung
Die Autoroute 4 ist Hauptverkehrsader zwischen der Hauptstadt und dem Ballungsraum Terres Rouges rund um Esch/Alzette.
Hier herrscht besonders in der Rush Hour oftmals hartnäckiger Stau bis zum Autobahndreieck „Jonction Lankelz“.

## B4
Die Voie express 4, kurz B4, ist eine 1 km lange Schnellstraße. Sie beginnt im Luxemburger Stadtteil Hollerich und unterquert den „Kreisel Merl“ und geht dann nahtlos in die Autoroute 4 über.

## Erweiterung als „Liaison de Micheville“ (B40)
Die A4 ist in Esch sur Alzette um knapp 3 Kilometer in südliche Richtung (Liaison de Micheville) als Schnellstraße 40 (B40) erweitert worden.
Dabei wurde das neue Teilstück fertiggestellt, Anfang September 2023 erfolgt die offizielle Inbetriebnahme der A4/B40.
Die neue Strecke führt über die ehemalige Tagebauanlage „Crassier d'Ehlerange“, so dass die Gebäude der Universität Luxemburg am neuen Autobahnende in „Belval-Ouest“ angebunden werden konnte. Kurz hinter der Uni schließt der neue Tunnel „Central Gate“ und in einem Bogen wird jetzt direkt die französische Grenze im Bereich der Kommune Villerupt (Ortsteil Micheville; Übergang in die D 16/D 616) erreicht.

## Galerie

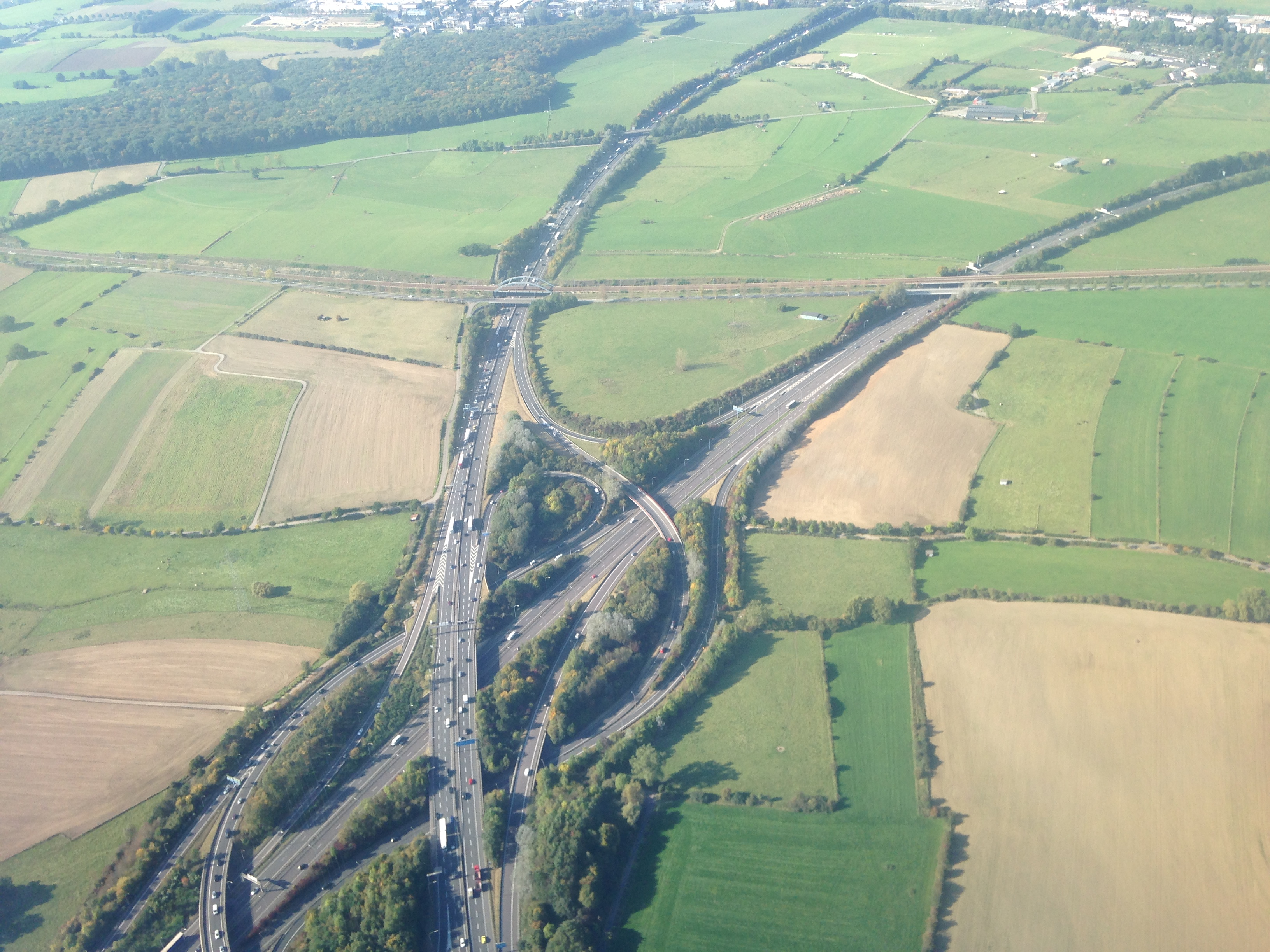
Blick auf das Zessinger Kreuz, das die A4 mit der A6 verbindet
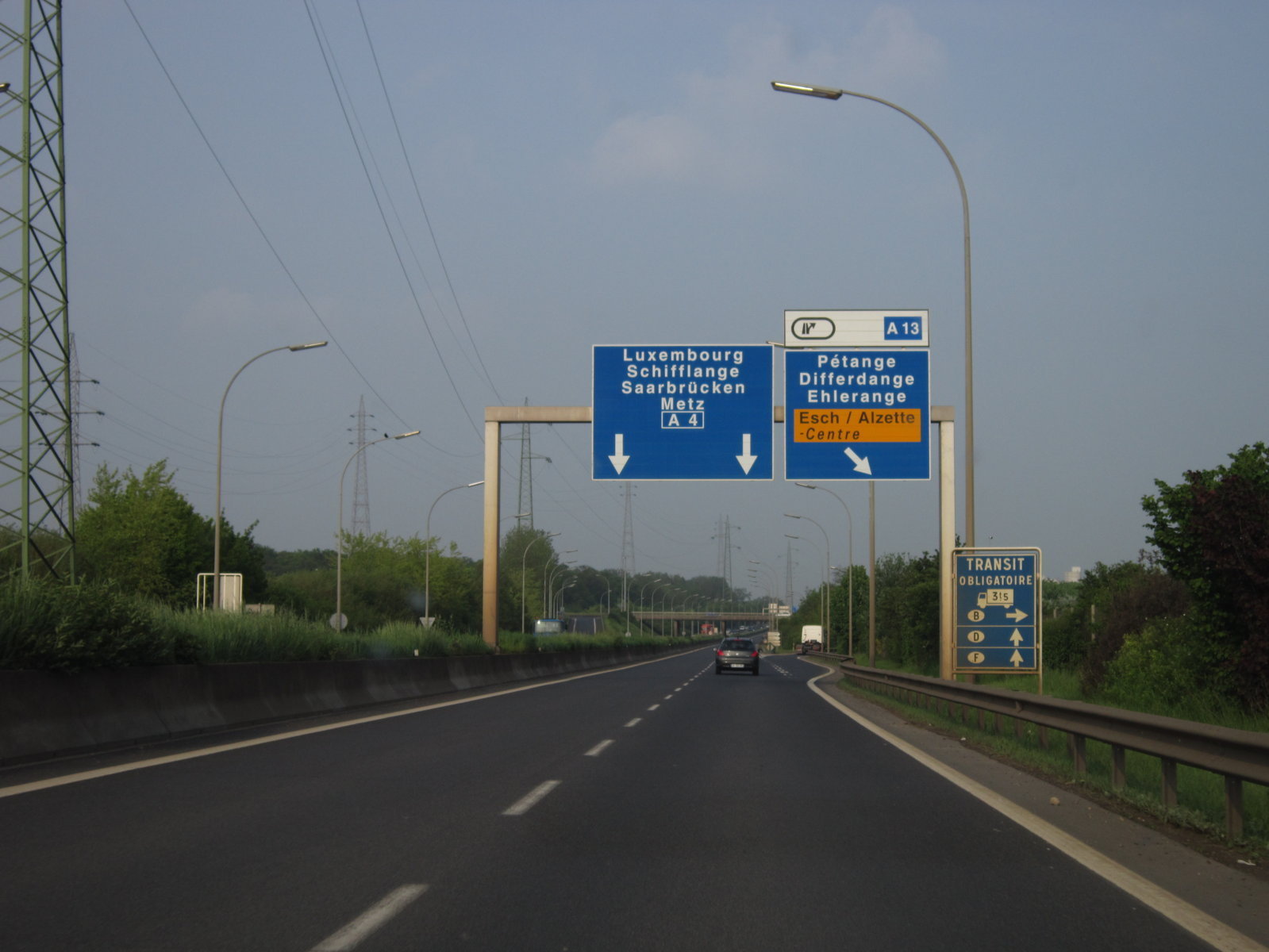
Die A4 bei der Ausfahrt zur A13
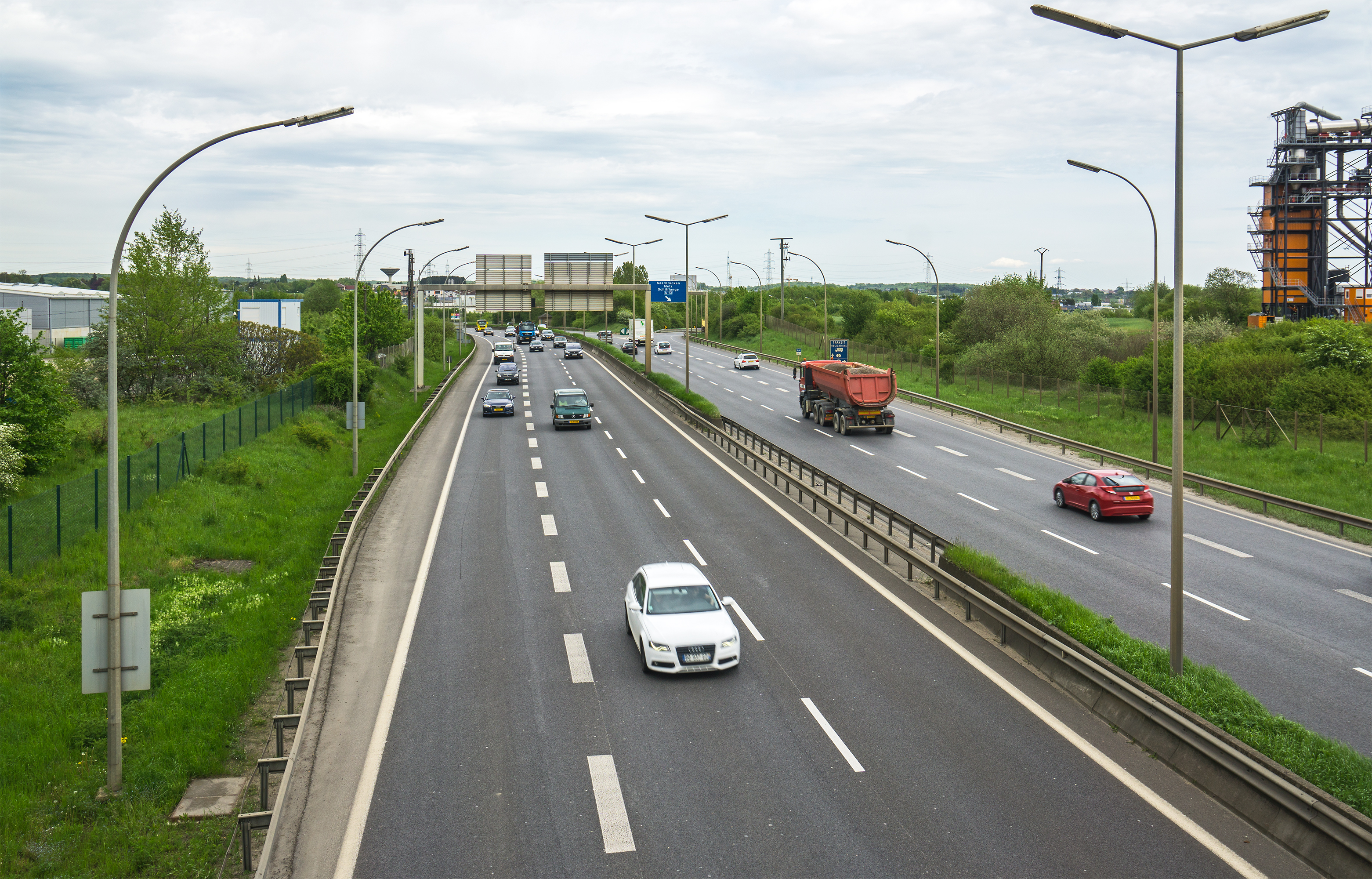
Die A4 zwischen Fötz und Esch an der Alzette
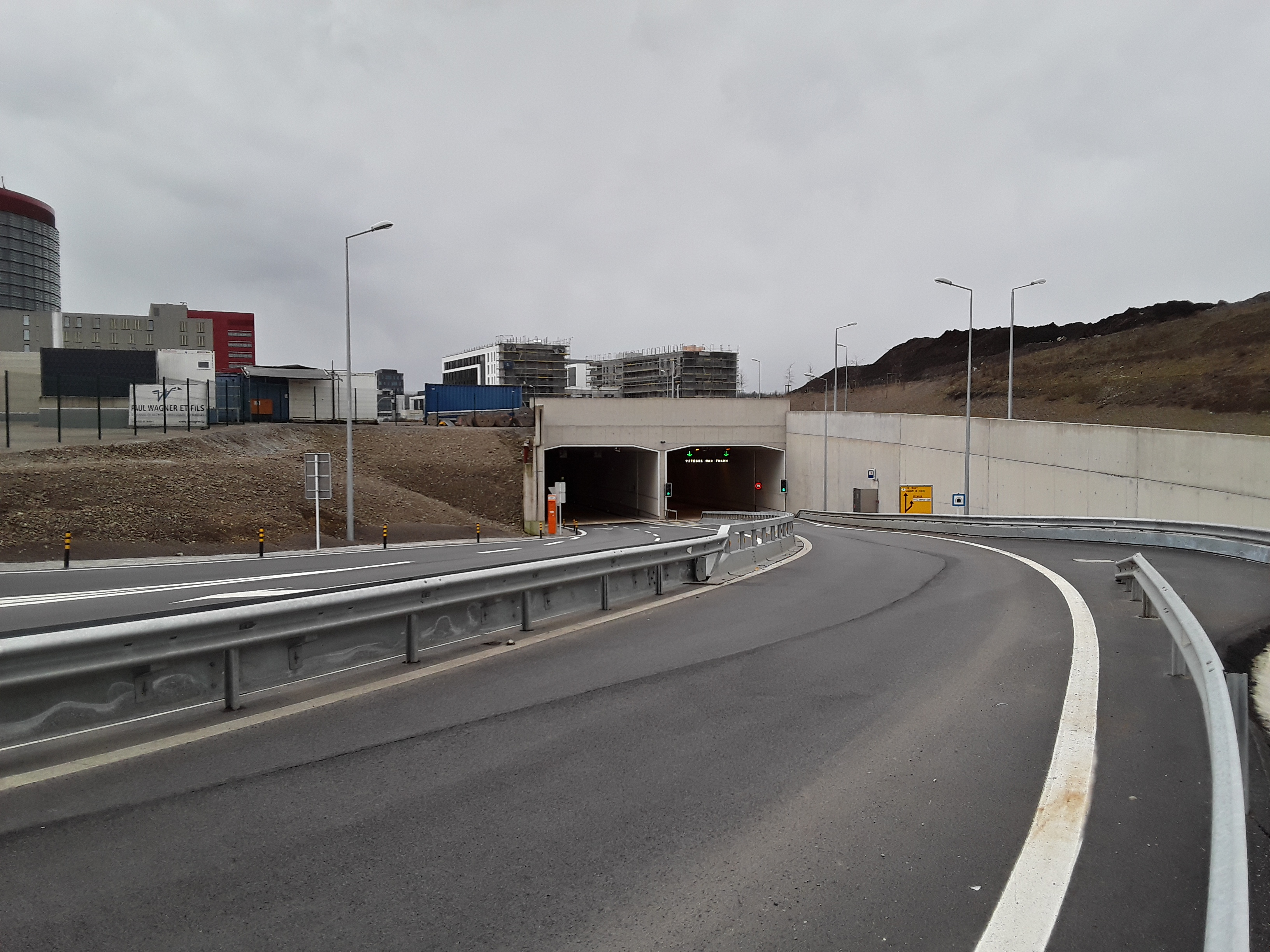
Eingang zum neuen Tunnel „Central Gate“ in Esch-Belval
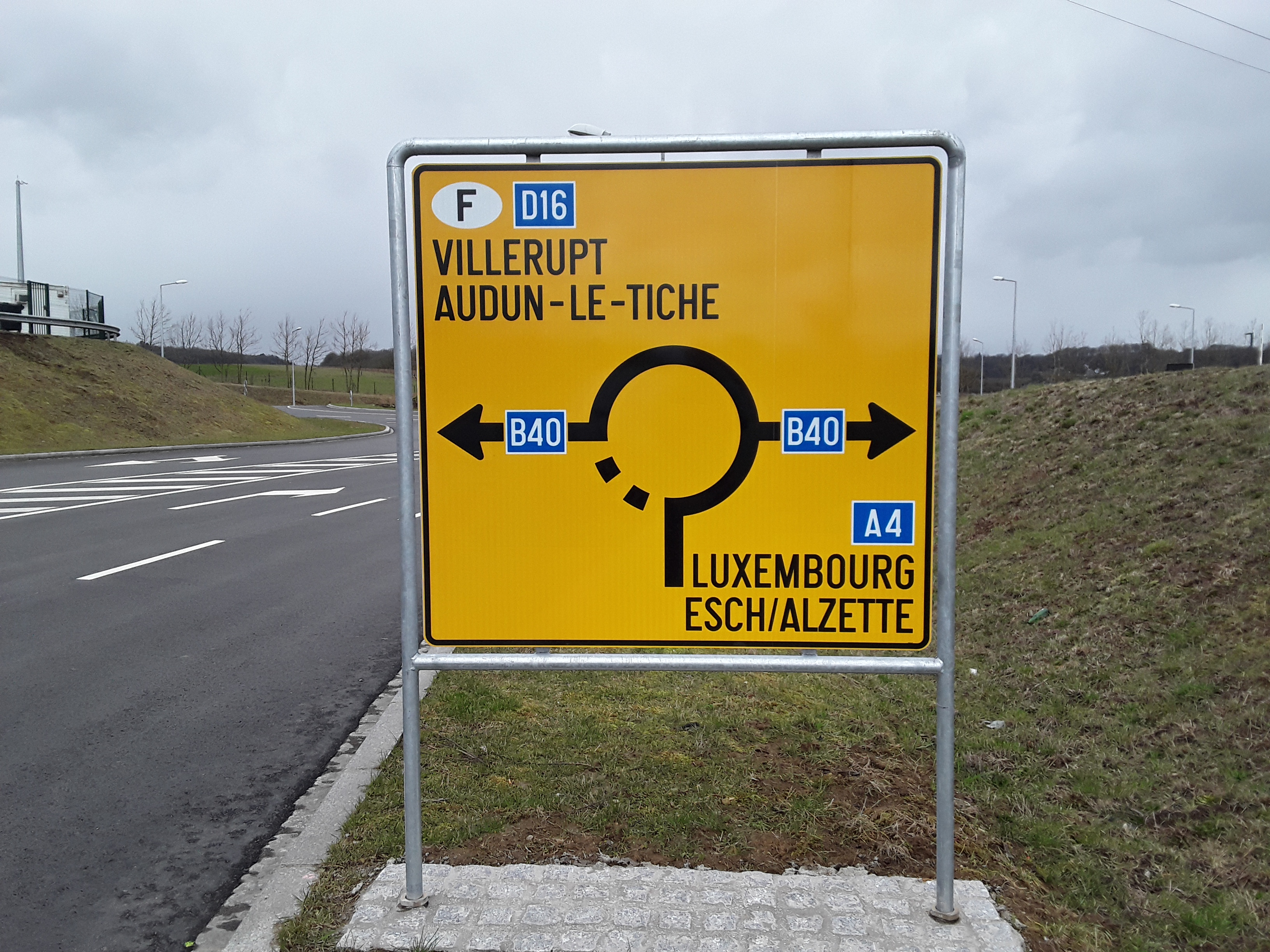
Neues Ende der A4/B40 kurz vor der französischen Grenze